# Giovanni Maria Pagliardi
 (novembre 2017).
Giovanni Maria Pagliardi (Gênes 1637 – Florence, 4 décembre 1702) est un compositeur italien.

## Biographie
Formé à la composition musicale à Gênes, sa cité natale, Pagliardi compose son premier oratorio, L’Innocenza trionfante, sur un livret Paolo Francesco Pallieri (Gênes, 1660).
En 1662, il est nommé maître de chapelle de la Cappella nel Giesù de Gênes. En 1665, il obtient le même poste à la Cappella in Sant’Apollinare à Rome.
Il est surtout connu pour ses opéras, dont le premier titre est  El secreto a voces sur un texte du célèbre Calderón (Vienne, carnaval de 1671), dont la partition est conservée à Vienne.
Vers 1670, Pagliardi est nommé maître de chapelle de Cosme III de Médicis à Florence, comme le précise la préface du livret de son  opéra Caligula delirante (Venise, Teatro di Santi Giovanni e Paolo, carnaval 1672) ; la partition est conservée à Venise. Pour la famille Grimani qui possède le théâtre de Santi Giovanni e Paolo, il compose la musique de l’opéra Lisimaco (1673) et Numa Pompilio (1674) .
En 1681 il commence à composer pour le théâtre de la Villa Pratolino de Ferdinand III de Médicis (dont il devient par ailleurs maître de musique), avec l’opéra Rosalba. Puis viennent Lo speziale di villa (1683), Il finto chimico (1686), Il pazzo per forza (1687), Il tiranno di Colco (1688), La serva favorita (1689) et Attilio Regolo (1693).
Sa « festa teatrale » Il Greco in Troia est jouée en 1689 à l’occasion des noces de Ferdinand III de Médicis et Violante-Béatrice de Bavière.

## Principaux opéras
- El secreto a voces (Vienne (Autriche), carnaval de 1671), dont la partition est conservée à Vienne (Bibliothèque nationale autrichienne, Mus. Hs. 18.739 ; cfr. Seifert, 1985, p. 181 s.; Mühl, 2011)
- Caligula delirante (Venise, Teatro di Santi Giovanni e Paolo, carnaval 1672 ; la partition est conservée à Venise, Biblioteca nazionale Marciana, It. IV, 398)
- Lisimaco (Venise, Teatro di Santi Giovanni e Paolo, carnaval 1673 ; Biblioteca nazionale Marciana, It. IV, 432)
- Numa Pompilio (1674 ; Biblioteca nazionale Marciana, It. IV, 441)
- Rosalba (1681)
- Lo speziale di villa (1683, théâtre de la Villa Pratolino de Ferdinand III de Médicis)
- Il finto chimico (1686, théâtre de la Villa Pratolino de Ferdinand III de Médicis)
- Il pazzo per forza (1687, théâtre de la Villa Pratolino de Ferdinand III de Médicis)
- Il tiranno di Colco (1688, théâtre de la Villa Pratolino de Ferdinand III de Médicis)
- La serva favorita (1689, théâtre de la Villa Pratolino de Ferdinand III de Médicis)
- Attilio Regolo (1693, théâtre de la Villa Pratolino de Ferdinand III de Médicis)
- Il Greco in Troia (1689, Florence)